# I miti greci (serie televisiva)
I miti greci (The Storyteller: Greek Myths; anche Jim Henson's The Storyteller: Greek Myths) è una serie televisiva britannica in 4 episodi trasmessi per la prima volta nel corso di una sola stagione nel 1991.
È una serie televisiva di tipo antologico in cui ogni episodio rappresenta una storia a sé. Gli episodi sono storie di miti dell'antica Grecia e vengono presentati da Michael Gambon nel ruolo del raccontastorie davanti al caminetto con di fianco il fedele cane la cui voce è affidata ancora una volta a Brian Henson (nella versione originale in inglese; nella versione in italiano la voce del cane è di Claudio De Davide, in una prima edizione televisiva, e di Silvio Noto in una seconda edizione). È un seguito della serie Storyteller in cui vengono invece presentati racconti e leggende popolari europee.

## Guest star
Tra le guest star: Peter Hawkins, David Alan Barclay, David Greenaway, Steve Varnom, Victoria Shalet, Hannah Morris, Alistair White, Ian Hawkes, Angela Taylor, Michael Small, Rossana Sen, Martin Rekab, Marko Nunes, Ikky Maas, Anita Griffin, Betsy Gregory, Sue Glasser, Nelson Fernandez, Lucy Fawcett, Mark Ashman, Trevor Peacock, Mel Martin, Robert Stephens, Jesse Birdsall, Gina Bellman, Art Malik, Trevor Martin, Sandra Voe, Hannah Cresswell.

## Produzione
La serie, ideata da Anthony Minghella e prodotta da Jim Henson (il creatore di Storyteller), fu prodotta da Henson Associates e TVS Television. Le musiche furono composte da Rachel Portman.

### Registi
Tra i registi sono accreditati:
- David Garfath in un episodio (1991)
- John Madden in un episodio (1991)
- Tony Smith in un episodio (1991)
- Paul Weiland in un episodio (1991)

### Sceneggiatori
Tra gli sceneggiatori sono accreditati:
- Anthony Minghella in 4 episodi (1991)
- Nigel Williams in 4 episodi (1991)

## Distribuzione
La serie fu trasmessa nel Regno Unito dal 1º dicembre 1991 al 22 dicembre 1991 sulla rete televisiva Channel 4. In Italia è stata trasmessa nel febbraio del 2000 su RaiUno con il titolo I miti greci.
Alcune delle uscite internazionali sono state:
- negli Stati Uniti il 1º dicembre 1991 (The Storyteller: Greek Myths)
- in Francia (Les légendes grecques)
- in Italia (I miti greci)

## Episodi
| Stagione       | Episodi | Prima TV Regno Unito |
| -------------- | ------- | -------------------- |
| Prima stagione | 4       | 1991                 |